# Рамазанов, Рамис Рамазанович
Рамис Рамазанович Рамазанов (Махачкала, Дагестанская АССР, РСФСР, СССР) — советский и российский борец вольного стиля, чемпион России. Мастер спорта России международного класса. Агулец по национальности.

## Детство
Родился в Махачкале. Отец спортсмена, Рамазан Курбанович — капитан милиции в отставке и мать, Саният Исаевна — домохозяйка. Они — уроженцы села Хутхул Агульского района Республики Дагестан. 

## Спортивная карьера
Воспитанник махачкалинской ШВСМ.

### Успехи на чемпионатах России
В 1993 году занял 3-е место на чемпионате России, а в 1995 - уже 1-е.

### Победы на Всемирных играх
На Всемирных играх среди полицейских и пожарных участвует с 2001 года.  В 2001 году он был признан лучшим спортсменом игр. Рамис — 11-кратный победитель этих соревнований.

## Достижения
Чемпионат России: 
- — 1993.
- — 1994.
- — 1995.
- — 1996.

## Награды и звания
- Мастер спорта России международного класса

## Внеспортивная деятельность
Полковник МВД (декабрь 2017 года).

## Семья
Женат с 1998 года, имеет 3-х детей. У Рамиса есть два брата и две сестры.